# فیلیپ کلوین
فیلیپ کلوین (انگلیسی: Philipp Klewin؛ زادهٔ ۳۰ سپتامبر ۱۹۹۳) دروازه‌بان فوتبال اهل آلمان است.
از باشگاه‌هایی که در آن بازی کرده‌است می‌توان به باشگاه فوتبال قوت-وایس ارفورت اشاره کرد.